# Skład ziarnowy
Skład ziarnowy ustala się za pomocą analizy sitowej, polegającej na przesiewaniu badanego materiału przez szereg sit o żądanych wymiarach oczek. Materiał przechodzący przez sito, stanowiące górną granicę danej klasy ziarnowej, zwie się produktem dolnym, a pozostający na sicie stanowiącym dolną granicę - produktem górnym.
Składem ziarnowym określa się procentowe udziały masowe poszczególnych klas ziarnowych.